# 社会民主党 (韓国 1985-1988)
社会民主党は、第五共和国時代中盤から後半期にかけて存在した韓国の左派政党である。

## 党の概要
1985年3月1日、社会主義運動家の金哲が結成した（中央選挙管理委員会への登録は7月15日）。結成翌月の4月11日に新政社会党と統合（法的な合併日は1986年5月28日）し、民主化運動に参加した。その後、86年11月11日に「体質改善」を目的として中央委員長に権斗栄（권두영クォン・ドヨン）を選出し、「社会主義青年同盟」などの新たに形成された革新勢力を取り込む一方で、反共イデオロギーの打破、社会主義理念の普及に努めた。1988年4月の総選挙後、政党法の規定によって登録抹消された。
綱領
1. 自由・平等・人間愛が具現化された社会主義社会の建設
2. 主要産業に対する社会的統制装置の整備
3. 南北対話の推進
4. 国家保安法の廃止
5. 議院内閣制と地方自治制の実施
6. 自主的全方位外交
7. 自主国防体制の強化
8. 軍の政治的中立化